# Elitloppet 1968
Elitloppet 1968 var den 17:e upplagan av Elitloppet, som gick av stapeln söndagen den 26 maj 1968 på Solvalla i Stockholm. Finalen vanns av den italienskägda hästen Eileen Eden, körd och tränad av Johannes Frömming.
1968 var det året som hästen Roquépine kunde ta sin tredje raka seger i Elitloppet. Något som ingen häst hade gjort innan. Tyvärr så tvingades Henri Levesque och Roquépine att tacka nej, efter svaga prestationer innan Elitloppet. Årets favorit blev istället Eileen Eden och Johannes Frömming, som samma år hade vunnit Gran Premio Lotteria och varit först i mål i Prix de France (hon diskades för 80 meters startgalopp). Hon vann sedan finalen på 1.15,8, vilket var den tredje snabbaste vinnartiden i Elitloppets historia. I finalen av Elitloppet var hälften av hästarna tränade av svenskar, något som aldrig hade inträffat tidigare. Eileen Eden är den första Elitloppsvinnaren som blev dopingtestad efter loppet, det hade bestämts innan tävlingen att dopingprov skulle tas på segraren.
Även tröstloppet Elitloppet Consolation kördes detta år, för de hästar som deltagit i kvalheaten, men som inte lyckats kvala in till finalen.

## Upplägg och genomförande
Elitloppet är ett inbjudningslopp och varje år bjuds 16 hästar som utmärkt sig in till Elitloppet. Hästarna lottas in i två kvalheat, och de fyra bästa i varje försök går vidare till finalen som sker 2–3 timmar senare samma dag. Desto bättre placering i kvalheatet, desto tidigare får hästens tränare välja startspår inför finalen. Samtliga tre lopp travas sedan 1965 över sprinterdistansen 1 609 meter (engelska milen) med autostart (bilstart). I Elitloppet 1968 var förstapris i finalen 50 000 kronor, och 14 000 kronor i respektive kvalheat.

## Kvalheat 1
| P   | S | Häst            | Kusk                  | Tränare               | Land          | Odds   | Tid     |
| --- | - | --------------- | --------------------- | --------------------- | ------------- | ------ | ------- |
| 1   | 9 | Krepki-Zarok    | Michel Fingerow       | Michel Fingerow       | Sovjetunionen | 57,66  | 1.17,6  |
| 2   | 4 | Train Bloc      | Birger Widell         | Birger Widell         | Sverige       | 2,40   | 1.17,7  |
| 3   | 6 | Seigneur        | Michel-Marcel Gougeon | Michel-Marcel Gougeon | Frankrike     | 3,10   | 1.17,9g |
| 4   | 7 | Jane Will       | Ragnar Pettersson     | Ragnar Pettersson     | Sverige       | 86,20  | 1.17,9  |
| 0   | 3 | Be Sweet        | Danilo Fossati        | Johannes Frömming     | Italien       | 2,70   | 1.18,0  |
| 0   | 2 | Xanthe          | Robert Westergren     | Robert Westergren     | Sverige       | 36,70  | 1.18,0  |
| 0   | 5 | Castleton Belle | Francesco Milani      | Francesco Milani      | Italien       | 10,80  | 1.18,2  |
| 0   | 1 | Osman           | Anatoli Kreidin       | Anatoli Kreidin       | Sovjetunionen | 158,30 | 1.18,6  |
| str | 8 | Quibus V.       | Didier Corbin         | Didier Corbin         | Frankrike     | -      | -       |

## Kvalheat 2
| P | S  | Häst            | Kusk                 | Tränare              | Land          | Odds  | Tid     |
| - | -- | --------------- | -------------------- | -------------------- | ------------- | ----- | ------- |
| 1 | 7  | Eileen Eden     | Johannes Frömming    | Johannes Frömming    | Italien       | 1,27  | 1.17,1  |
| 2 | 5  | Kentucky Fibber | Knut Lindblom        | Knut Lindblom        | Sverige       | 8,70  | 1.17,1  |
| 3 | 6  | Thètis IV       | Robert de Wulf       | Robert de Wulf       | Frankrike     | 12,50 | 1.17,4g |
| 4 | 3  | Coalition       | Berndt Lindstedt     | Håkan Wallner        | Sverige       | 13,10 | 1.17,4  |
| 0 | 9  | Blazing Love    | Håkan Wallner        | Håkan Wallner        | Sverige       | 89,50 | 1.17,5  |
| 0 | 10 | Rodney Hill     | Edoardo Gubellini    | Edoardo Gubellini    | Italien       | 13,70 | 1.17,9  |
| 0 | 2  | Tahitienne J.   | Gaston Peltier       | Gaston Peltier       | Frankrike     | 16,80 | 1.18,1  |
| 0 | 1  | Aplomb          | Vladimir Kotschetkov | Vladimir Kotschetkov | Sovjetunionen | 61,90 | 1.18,8  |
| 0 | 8  | Garus           | Eugene Kalala        | Eugene Kalala        | Sovjetunionen | 77,50 | 1.18,9g |
| 0 | 4  | Lel             | Alexander Kozlow     | Alexander Kozlow     | Sovjetunionen | 49,20 | 1.20,0g |

## Finalheat
| P | S | Häst            | Kusk                  | Tränare               | Land          | Odds   | Tid    |
| - | - | --------------- | --------------------- | --------------------- | ------------- | ------ | ------ |
| 1 | 2 | Eileen Eden     | Johannes Frömming     | Johannes Frömming     | Italien       | 1,30   | 1.15,8 |
| 2 | 6 | Seigneur        | Michel-Marcel Gougeon | Michel-Marcel Gougeon | Frankrike     | 7,00   | 1.15,9 |
| 3 | 3 | Kentucky Fibber | Knut Lindblom         | Knut Lindblom         | Sverige       | 11,50  | 1.16,3 |
| 4 | 4 | Train Bloc      | Birger Widell         | Birger Widell         | Sverige       | 8,20   | 1.16,4 |
| 5 | 8 | Coalition       | Berndt Lindstedt      | Håkan Wallner         | Sverige       | 31,00  | 1.16,7 |
| 0 | 1 | Krepki-Zarok    | Michel Fingerow       | Michel Fingerow       | Sovjetunionen | 14,90  | 1.17,0 |
| 0 | 7 | Jane Will       | Ragnar Pettersson     | Ragnar Pettersson     | Sverige       | 134,90 | 1.17,1 |
| 0 | 5 | Thètis IV       | Robert de Wulf        | Robert de Wulf        | Frankrike     | 36,10  | 1.18,0 |